# Landkreis Schwandorf
Landkreis Schwandorf is een Landkreis in de Duitse deelstaat Beieren. De Landkreis telt 148.477 inwoners (31 december 2020) op een oppervlakte van 1.472,88 km². Kreisstadt is de gelijknamige stad.

## Indeling
Landkreis Schwandorf is verdeeld in 33 gemeenten. Tien gemeenten hebben de status stad, terwijl zes gemeenten zich Markt mogen noemen. De Landkreis omvat daarnaast nog drie gebieden die niet gemeentelijk zijn ingedeeld.
| Steden 1. Burglengenfeld 2. Maxhütte-Haidhof 3. Nabburg 4. Neunburg vorm Wald 5. Nittenau 6. Oberviechtach 7. Pfreimd 8. Schönsee 9. Schwandorf 10. Teublitz | Märkte 1. Bruck in der Oberpfalz 2. Neukirchen-Balbini 3. Schwarzenfeld 4. Schwarzhofen 5. Wernberg-Köblitz 6. Winklarn |
| Overige gemeenten 1. Altendorf 2. Bodenwöhr 3. Dieterskirchen 4. Fensterbach 5. Gleiritsch 6. Guteneck 7. Niedermurach 8. Schmidgaden 9. Schwarzach bei Nabburg 10. Stadlern 11. Steinberg am See 12. Stulln 13. Teunz 14. Thanstein 15. Trausnitz 16. Wackersdorf 17. Weiding | Niet gemeentelijk ingedeeld 1. Östlicher Neubäuer Forst (15,71 km²) 2. Wolferlohe (6,61 km²)                            |

Aichach-Friedberg · Altötting · Amberg · Amberg-Sulzbach · Ansbach (stad) · Landkreis Ansbach · Aschaffenburg (stad) · Landkreis Aschaffenburg · Augsburg (stad) · Landkreis Augsburg · Bad Kissingen · Bad Tölz-Wolfratshausen · Bamberg (stad) · Landkreis Bamberg · Bayreuth (stad) · Landkreis Bayreuth · Berchtesgadener Land · Cham · Coburg (stad) · Landkreis Coburg · Dachau · Deggendorf · Dillingen an der Donau · Dingolfing Landau · Donau-Ries · Ebersberg · Eichstätt · Erding · Erlangen · Erlangen-Höchstadt · Forchheim · Freising · Feyung-Grafenau · Fürstenfeldbruck · Fürth (stad) · Landkreis Fürth · Garmisch-Partenkirchen · Günzburg · Haßberge · Hof (stad) · Landkreis Hof · Ingolstadt · Kaufbeuren · Kelheim · Kempten im Allgäu · Kitzingen · Kronach · Kulmbach · Landsberg am Lech · Landshut (stad) · Landkreis Landshut · Lichtenfels · Lindau · Main-Spessart · Memmingen · Miesbach · Miltenberg · Mühldorf am Inn · München · Landkreis München · Neuburg-Schrobenhausen · Neumarkt in der Oberpfalz · Neurenberg · Neustadt an der Aisch-Bad Windsheim · Neustadt an der Waldnaab · Neu-Ulm · Nürnberger Land · Oberallgäu · Ostallgäu · Passau (stad) · Landkreis Passau · Pfaffenhofen an der Ilm · Regen · Regensburg (stad) · Landkreis Regensburg · Rhön-Grabfeld · Rosenheim (stad) · Landkreis Rosenheim · Roth · Rottal-Inn · Schwabach · Schwandorf · Schweinfurt (stad) · Landkreis Schweinfurt · Starnberg · Straubing · Straubing-Bogen · Tirschenreuth · Traunstein · Unterallgäu · Weiden in der Oberpfalz · Weilheim-Schongau · Weißenburg-Gunzenhausen · Wunsiedel im Fichtelgebirge · Würzburg (stad) · Landkreis Würzburg
Altendorf ·
Bodenwöhr ·
Bruck i.d.OPf. ·
Burglengenfeld ·
Dieterskirchen ·
Fensterbach ·
Gleiritsch ·
Guteneck ·
Maxhütte-Haidhof ·
Nabburg ·
Neukirchen-Balbini ·
Neunburg vorm Wald ·
Niedermurach ·
Nittenau ·
Oberviechtach ·
Pfreimd ·
Schmidgaden ·
Schönsee ·
Schwandorf ·
Schwarzach b.Nabburg ·
Schwarzenfeld ·
Schwarzhofen ·
Stadlern ·
Steinberg am See ·
Stulln ·
Teublitz ·
Teunz ·
Thanstein ·
Trausnitz ·
Wackersdorf ·
Weiding ·
Wernberg-Köblitz ·
Winklarn